# KF Lepenci
El Klubi Fotbol Lepenci es un club de Fútbol de la Ciudad de Kačanik, Kosovo fundado en 1957. Juega en la Segunda Liga B de Kosovo, la cuarta categoría del país.

## Jugadores

### Jugadores destacados
- Xhevdet Shabani